# Fun It
"Fun It" es una canción de la autoría de Roger Taylor, baterista de la banda inglesa Queen, incluida en el séptimo álbum de estudio nombrado: Jazz (1978) 
Fun It cuya traducción al español es "Hazlo Divertido" es de las menos favoritas del álbum, y esto quizás se debe a que nunca se interpretó en ningún concierto, o porque no llegaba al nivel deseado, en comparación con las demás canciones 
Ciertamente la letra nos deja en claro que dicha canción habla de la disposición al buen humor y de la buena actitud, a la que las personas deberían tener apertura ante la vida y asimismo disfrutar de ello cada instante; lo cual la hace una composición única al lado de "Don't Stop Me Now" (Freddie Mercury).
Dentro de la interpretación vocal de la melodía se encuentra la participación tanto de Roger Taylor como de Freddie Mercury, donde cada uno de ellos canta de manera alterna una estrofa de la canción para finalmente culminar la melodía con el estribillo "Don't shun it, fun it" (No te resistas hazlo divertido). El mejor ejemplo de esto es el minuto 2:11 de la canción, donde, con audífonos, se escucha a Mercury del lado derecho y a Taylor del lado izquierdo, cantando la frase “Everybody, everybody gonna have a good time tonight, time tonight”.
Los efectos de sonido utilizados para esta composición no fueron creados con sintetizadores sino de manera artesanal por Brian May con la ayuda de su guitarra eléctrica y un pedal de distorsión.
Y los toms eléctricos a cargo de Roger Taylor. Mismos que posteriormente serán utilizados con frecuencia en canciones del álbum Hot Space (1982) y adicionalmente en The Works (1984) Keep Passing the Open Windows, entre otras.

## Instrumentación
- Freddie Mercury: Voz Secundaria
- John Deacon: Bajo.
- Brian May: Guitarra principal y efectos de sonido.
- Roger Taylor: Batería y voz principal, toms eléctricos, efectos de sonido

- Datos: Q8963056